# Біотика
Біотика фармацевтична та біотехнологічна компанія у Словаччині. Штаб-квартира знаходиться на Slovenská Ľupča, 8 км на схід від Банської Бистриці.

## Історія компанії
Біотика заснована в 1953 році як національне підприємство в складі концерну VHJ Spofa Praha, який охоплював всі фармацевтичні  фармацевтичні виробничі компанії Чехословаччини. Початковим завданням Біотика було виробництво антибіотиків, спочатку з 1956 року пеніциліну, найсучаснішого на той момент препарату. З 1959 р. випускається також стрептоміцин.
Пізніше в 1964 році додалося виробництво ін'єкційних препаратів . У 1966 році підприємство було нагороджено орденом праці , пізніше також нагородою за заслуги в будівництві та за відмінну роботу . У наступний період виробництво та асортимент підприємства було розширено за рахунок препаратів амінокислот, хлортетрацикліну, L-лізину та ін.

## Зовнішні посилання
- Офіційна сторінка